# Droga N707 (Holandia)
Droga prowincjonalna N707 (nid. Provinciale weg 707) – droga prowincjonalna w Holandii, w prowincji Flevoland. Przebiega od ronda z drogami N302 i N306 w okolicach Harderwijku do miejscowości Zeewolde.